# Obój da caccia

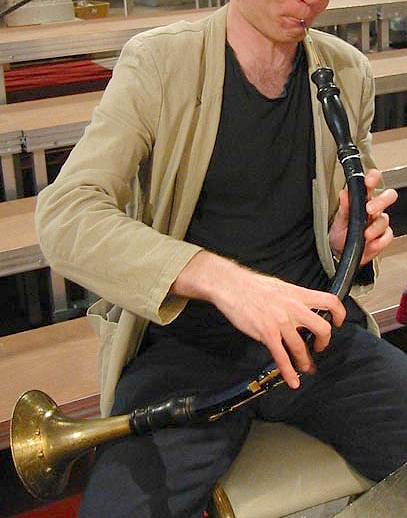
Obój da caccia

Obój da caccia (da caccia (wł.) myśliwski) – instrument dęty drewniany, z grupy aerofonów dwustroikowych. Przodek rożka angielskiego. Podobnie jak on jest w stroju F.
Instrument ten posiada metalową czarę głosową przypominającą róg myśliwski która sprawia, że obój da caccia wygląda dość dziwacznie, ale za to nadaje mu charakterystyczny, łagodny dźwięk.